# Jean Bérenger
Jean Bérenger (ur. 1934) – francuski historyk, profesor nauk historycznych na uniwersytecie w Strasburgu. Od roku 1990 profesor na IV uniwersytetu w Paryżu.
Specjalista od historii Austrii. Jego doktorat dotyczył dziejów Austrii i Węgier w XVII wieku.
Po polsku została wydana jedna jego praca: "Tolerancja religijna w Europie w czasach nowożytnych" (Wydawnictwo Poznańskie, 2002 – ISBN 83-7177-086-3), którą na język polski przełożył historyk badający stosunki Polski z Francją Maciej Forycki.

## Wybrane publikacje
- Tolérance ou paix de religion en Europe centrale : 1415-1792  (Honoré Champion, 2000) – przełożona na język polski jako  "Tolerancja religijna w Europie w czasach nowożytnych".
- L'Autriche-Hongrie, 1815-1918 (Armand Colin, 1998)
- La révolution militaire en Europe (XVe-XVIIIe siècles) (Economica, 1998) pod redakcją Jeana Bérengera.
- Guerre et paix dans l'Europe du XVIIe siècle (Sedes, 1995), trzy tomy.
- Histoire de l'empire des Habsbourg, 1273-1918 (Fayard, 1990)
- Turenne (Fayard, 1987) : Une biographie de ce grand seigneur du XVIIe siècle qui s'inscrit dans le double registre de l'histoire militaire élargie à la géopolitique et de l'histoire sociale.
- La république autrichienne de 1919 à nos jours (Klincksieck, 1971)
- Joseph d'Autriche – serviteur de l'État